# Rymosia placiada
Rymosia placiada är en tvåvingeart som beskrevs av Johannes Winnertz 1963. Rymosia placiada ingår i släktet Rymosia och familjen svampmyggor. Inga underarter finns listade i Catalogue of Life.